# Obcha
La rivière Obcha (en russe : Обша) est un cours d'eau de Russie et un affluent de la Meja, dans le bassin de la Dvina occidentale. Elle arrose les oblasts de Smolensk et de Tver. Elle est longue de 153 km et draine un bassin de 2 080 km2.
La ville de Bely est arrosée par l'Obcha.